# Constantius Gallus

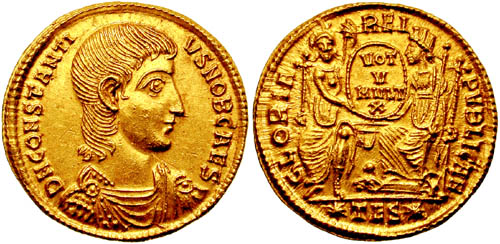
Solidus des Gallus, auf dem Rom und Konstantinopel gerühmt werden. Als Caesar ist Gallus ohne Diadem abgebildet, das nur einem Augustus zustand.

Flavius Constantius Gallus (* 325/326 in Massa Veternensis, Etrurien; † 354 in Flanona, Istrien) war von 351 bis zu seiner Absetzung 354 Caesar, also Unterkaiser seines Cousins, des römischen Kaisers Constantius II. Er residierte in Antiochia und wurde nach Streitigkeiten mit kaiserlichen Beamten und städtischen Honoratioren von Constantius, der eine Usurpation befürchtete, abberufen und schließlich hingerichtet. Sein jüngerer Bruder Julian wurde etwas später zum Caesar erhoben und schließlich der Nachfolger des Constantius.

## Zeitgeschichtlicher Hintergrund
Das Römische Reich durchlief zu Beginn des 4. Jahrhunderts einen tiefgreifenden Wandel. Gallus’ Onkel Konstantin der Große hatte sich in den Nachfolgekämpfen, die das Ende der von Kaiser Diokletian begründeten Tetrarchie herbeiführten, durchgesetzt und die konstantinische Dynastie begründet. Bedeutsam war Konstantins Regierungszeit vor allem aus zwei Gründen: Zum einen verlagerte er die Zentralmacht mit der neuen Hauptstadt Konstantinopel in den Ostteil des Reiches, der ohnehin immer mehr an Bedeutung gewonnen hatte. Zum anderen förderte er das Christentum und leitete somit die Christianisierung des Römischen Reiches ein, die sogenannte konstantinische Wende, wobei die traditionellen Götterkulte zwar nicht abgeschafft wurden, aber an Kraft und Einfluss verloren; diese Entwicklung versuchte Gallus’ Bruder Julian später aufzuhalten.
Die Entscheidung Konstantins des Großen für die neue Hauptstadt wurde nicht zuletzt aus außenpolitischen Erwägungen getroffen, denn Konstantinopel lag etwa gleich weit entfernt von den bedrohten Grenzen des Reiches an Donau und Euphrat. Während jedoch an der Donau die Lage am Vorabend von Hunnensturm und Völkerwanderung noch weitgehend gesichert war, blieb die Lage im Osten gefährlich, da die Perser nach einem unruhigen Frieden gegen Ende der Regierungszeit Konstantins unter Schapur II. wieder in die Offensive gingen. Ein weiterer außenpolitischer Brennpunkt war und blieb die Rheingrenze in Gallien.
Auch Konstantins Entscheidung, einige Prinzipien der Tetrarchie beizubehalten, nämlich das Mehrkaisertum und die Unterscheidung zwischen Augusti und Caesares, aber gleichzeitig das dynastische Prinzip zu betonen, barg Konfliktpotential, da die Hierarchie zwischen den miteinander verwandten Kaisern nicht unumstritten war. Während der Wirren nach Konstantins Tod kam es zur Säuberung von 337, der viele Mitglieder der Kaiserfamilie, darunter Gallus’ Vater Julius Constantius und dessen ältester Sohn, zum Opfer fielen. Erst zum Ende des Jahres 337 beruhigte sich die Lage wieder. Die Nachfolge Konstantins übernahmen dessen Söhne Konstantin II., Constantius II. und Constans. Konstantin II. starb bereits 340, als er versuchte, seinen jüngeren Bruder Constans anzugreifen.
Die blutigen innerfamiliären Säuberungen der Konstantinsöhne verhinderten zwar einen Bürgerkrieg, konnten aber nicht über die Differenzen zwischen den drei neuen Kaisern hinwegtäuschen. So spaltete auf religiösem Gebiet der Streit zwischen Arianern und Orthodoxen auch die kaiserliche Familie. Während Konstantin II. und auch Constantius den Arianern zuneigten, vertrat Constans die Linie der Orthodoxie. Der Streit zwischen Konstantin und Constans eskalierte 340, ein Bruderkrieg wurde nur durch den Tod Konstantins in einem Scharmützel bei Aquileia verhindert.

## Leben

### Kindheit und Jugend
Constantius Gallus wurde 325/26 als Sohn des Julius Constantius, des Halbbruders Konstantins des Großen, und seiner Frau Galla, der Schwester der späteren Konsuln Vulcacius Rufinus und Naeratius Cerealis, im etrurischen Massa Veternensis geboren. Er war ein Enkel des Kaisers Constantius I. Sein jüngerer Halbbruder war der spätere Kaiser Julian, der Sohn des Julius Constantius mit seiner zweiten Frau Basilina. Seine Schwester war die erste Ehefrau seines Cousins Constantius II.
Gallus überlebte wie sein Halbbruder die auf den Tod ihres Onkels Konstantin 337 folgenden Morde an den meisten übrigen männlichen Mitgliedern der Dynastie. Der Kirchenvater Gregor von Nazianz behauptete später, Constantius II. habe die beiden gerettet. Ab 340 lebten die beiden jedenfalls unter der Obhut des Bischofs Eusebius von Nikomedia in Konstantinopel. Danach verbrachte Gallus einige Jahre in Ephesos. Auf Initiative Constantius’ II. lebte er nach Eusebius’ Tod mit Julian im kappadokischen Macellum (im heutigen Anatolien). Der misstrauische Constantius, der angeblich den schlechten Einfluss ihres Freundeskreises auf die beiden fürchtete, verfügte, dass sie dort keine Bekannten empfangen durften.
Gregor von Nazianz, der ein Gegner Julians war, und ihm folgend der Kirchenhistoriker Sozomenos überliefern eine Anekdote aus der Zeit in Macellum, die Gallus in sehr vorteilhaftem Licht zeigt. Gregor zufolge wollten die Brüder im nahen Caesarea eine Kirche errichten, die dem Märtyrer Mamas geweiht werden sollte. Doch während der von Gallus übernommene Teil der Kirche in kürzester Zeit fertiggestellt wurde, stürzte Julians Teil bei einem Erdbeben ein. Der christliche Chronist Gregor deutet die Ereignisse so, dass Gott dem frommen Christen Gallus wohlgesinnt war und dem ungläubigen Julian zürnte.
Gallus blieb fünf Jahre lang in Macellum. In der Zwischenzeit war das Reich durch die Erhebung von drei Gegenkaisern im Westen erneut in die Krise geraten. Constantius II. hatte sich währenddessen im durch die persischen Sassaniden gefährdeten Osten aufgehalten. Die Bekämpfung des Usurpators Magnus Magnentius, dessen Häscher Gaiso Constantius’ Bruder, Kaiser Constans, zum Opfer gefallen war, erforderte ab 350 seine Präsenz im Westen. Constantius II. ernannte deshalb 351 in Ermangelung eines leiblichen Sohnes Gallus zum Caesar, weil er den Osten des Reiches nicht ohne Kaiser zurücklassen konnte und keinen Dynastiefremden mit dem Purpur bekleiden wollte.

### Gallus als Caesar
Am 15. März 351 fand im pannonischen Sirmium die offizielle Erhebungszeremonie statt. Als Bestätigung seiner neuen Stellung als Caesar heiratete Gallus, der nun den Namen Flavius Claudius Constantius annahm, seine Cousine Constantina, die älteste Schwester Constantius’ II. Er blieb zunächst am kaiserlichen Hof, während sein Cousin in Pannonien den Gegenkaiser Magnentius bekämpfte.
Als abzusehen war, dass die Auseinandersetzung zwischen Kaiser und Gegenkaiser noch länger andauern würde, machte sich Gallus auf den Weg nach Syrien. Unterwegs traf er in Nikomedia auf seinen Bruder Julian, der Macellum ohne Constantius’ Einwilligung verlassen hatte. Constantius, der angesichts der Krise im Westen an einem guten Einvernehmen mit seinem neuen Unterkaiser interessiert war, sah jedoch von einer Strafe ab. Zunächst entwickelte sich das Verhältnis zwischen Constantius II. und seinem neuen Unterkaiser auch recht positiv. Der Redner Himerios schwärmte in einer Rede auf den Kaiser, Gallus sei „wie der Morgenstern aufgegangen“.
Der Caesar, der in Antiochia residierte, hatte das Glück, dass der persische König Schapur II. durch Kämpfe im Nordosten seines Reiches abgelenkt war. Es kam zwar immer wieder zu Scharmützeln mit Isauriern und Sarazenen, diese wurden aber vom bereits seit 349 im Osten stationierten Heermeister Ursicinus auch ohne seine Hilfe erfolgreich geführt. Einen 352 aufflackernden Aufstand der Juden in Galiläa unter Patricius schlug Ursicinus brutal nieder, die Stadt Diocaesarea wurde dabei zerstört. Auch hier war es also nicht Gallus selbst, der die Führung der Militäraktion übernahm.
Dass Gallus bei den Truppen dennoch beliebt war, missfiel dem misstrauischen Augustus Constantius II. allerdings ebenso wie seine Versuche, selbstständig Politik zu machen. Constantius hätte es lieber gesehen, wenn er sich in die Anordnungen der kaiserlichen Beamten gefügt hätte. Dem stand jedoch angeblich der Ehrgeiz des Gallus und seiner Frau, der Augusta Constantina, entgegen. Die weitgehend repräsentative Rolle, auf die der Augustus die beiden gerne beschränkt hätte, war nicht nach ihrem Geschmack. Bald schon kam es zu Konflikten mit den von Constantius eingesetzten Beamten, allen voran mit dem Leiter der Zivilverwaltung im Osten, dem praefectus praetorio per Orientem Thalassius; offenbar wollte Gallus nicht akzeptieren, dass alle Prätorianerpräfekten nur dem Augustus Constantius II. verantwortlich waren. Der Historiker Ammianus Marcellinus, ein Untergebener des Ursicinus, berichtet, der Caesar habe „weder die hohen Beamten noch die Oberschichten“ geschont.
Auch religionspolitisch sammelte sich Gallus Feinde ein, indem er, beeinflusst von seinem Freund Theophilos, Aëtios zu seinem wichtigsten religiösen Berater machte. Aëtios war der umstrittene Begründer der „radikalarianischen“ Position der Heterousianer (auch Anhomöer oder Neu-Arianer), die nunmehr die Göttlichkeit Jesu bestritten. Hieraus entwickelte sich ein Konflikt zwischen den Heterousianern und anderen, in Antiochia wie im ganzen Osten ebenfalls wichtigen Strömungen des Arianismus, die nicht wie Aëtios die Wesensverschiedenheit, sondern die Wesensähnlichkeit zwischen Gott und Christus postulierten (während die Nicht-Arianer für die Wesensgleichheit stritten, siehe Arianischer Streit). Constantius befand sich nun mitten in diesem innerchristlichen und innerarianischen Konflikt, bei dem es nicht nur um Theologie, sondern vor allem auch um Macht ging. So scheint er Teile der Kirche gegen sich gehabt zu haben; vielleicht brachte er damit auch Leontios, den Bischof von Antiochia, gegen sich auf.

### Gallus’ Ende
Constantius Gallus geriet auch, ähnlich wie später sein Halbbruder Julian (siehe Hungersnot in Antiochia 362–363), mit den Senatoren von Antiochia in Konflikt. Gegen den Willen der wohlhabenden Antiochier versuchte er während einer Hungersnot, eine Senkung der Getreidepreise durchzusetzen. Unkooperative Stadträte ließ er verhaften. Als er sein Vorhaben dennoch nicht verwirklichen konnte, lenkte er den Zorn der Bevölkerung auf den Präfekten von Syrien, Theophilus, der kurz darauf einer aufgebrachten Volksmenge zum Opfer fiel. Möglicherweise spekulierte er darauf, dass ihn die Bevölkerung zum Augustus ausrufen würde.

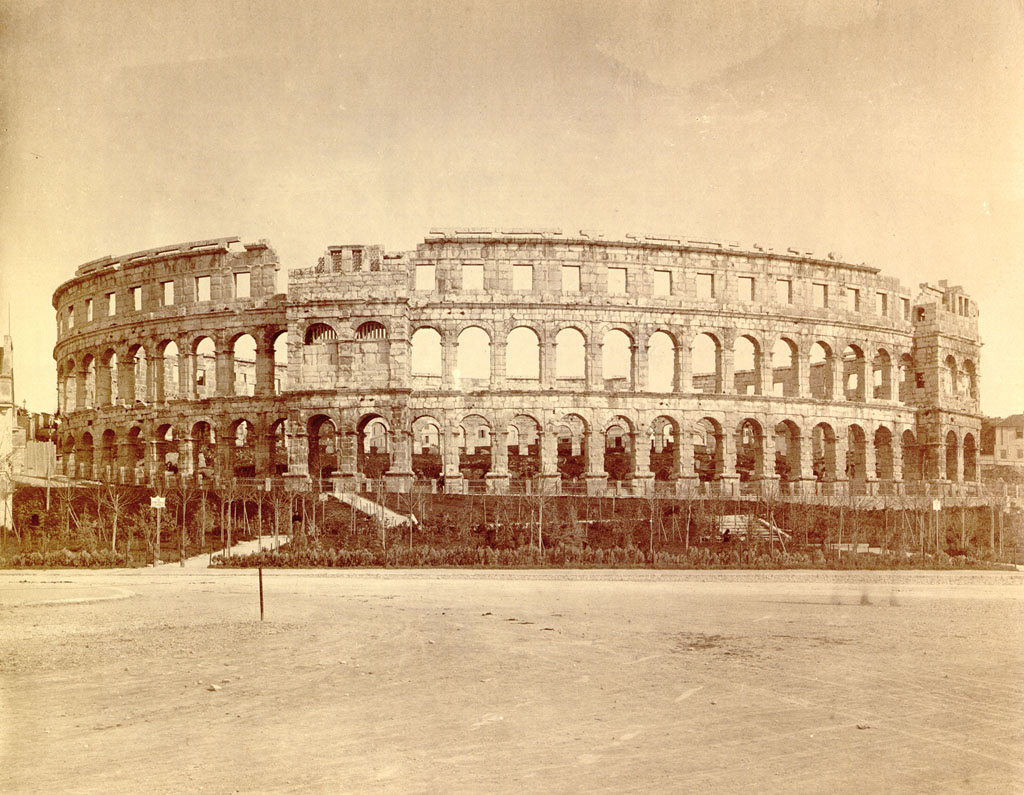
Das Amphitheater von Pietas Iulia

Als der immer noch mit Magnentius beschäftigte Constantius 353 von diesen Ereignissen erfuhr, sandte er den Präfekten Domitianus nach Antiochia, um Gallus zurück nach Mediolanum (Mailand) an den Kaiserhof zu rufen. Dieser ließ jedoch Domitianus sowie den quaestor sacri palatii Montius festnehmen und hinrichten. Anschließend machte er noch angeblichen Verschwörern den Prozess. Damit hatte Gallus die letzte Chance auf eine Einigung mit Constantius vergeben. Selbst ein Bürgerkrieg zwischen den beiden wurde am kaiserlichen Hof nun nicht mehr ausgeschlossen. Auch der in Konstantinopel zu Besuch weilende Julian bekam die gegen seinen Bruder gerichtete Stimmung jener Tage zu spüren.
Zwischen Mediolanum und Antiochia fand derweil ein reger Briefwechsel statt. Der nach Italien zurückgekehrte Constantius bat seine Schwester, ihn zu besuchen. Diese machte sich 354 auch tatsächlich auf den Weg, erlag aber auf der Reise in Bithynien einem Fieberanfall. Da auch die Gattin des Constantius, eine Schwester des Gallus, im Jahr zuvor verstorben war, gab es nun niemanden mehr, der beim Kaiser für ihn sprechen konnte. Constantius gab sich dennoch weiterhin großmütig und bot seinem Cousin wohl sogar eine Doppelherrschaft und die Erhebung zum Augustus an. Gallus machte sich nun doch auf den Weg in den Westen, nicht ohne unterwegs in Konstantinopel prachtvolle Spiele auszurichten. Er fühlte sich bereits ganz als Augustus.
Der Auftritt im Zirkus der Hauptstadt brachte das Fass zum Überlaufen. Constantius ließ diskret die Garnisonen der von seinem Gegenspieler besuchten Städte abziehen, um diesem keine Gelegenheit zu geben, die Truppen gegen ihn aufzustacheln. In Poetovio in Noricum wurde Gallus schließlich festgenommen und nach Flanona auf der Halbinsel Istrien gebracht. Als er sich nicht unterwarf, sondern die Verantwortung für die Vorgänge in Antiochia Kaiser Constantius zuwies, verurteilte ihn dieser zum Tode. Für Reue war es nun zu spät. Der kaiserliche Oberkämmerer Eusebius und der Gardekommandant Barbatio, die Constantius treu ergeben waren, sorgten dafür, dass Gallus zum Jahresende 354 in Flanona nahe Pietas Iulia hingerichtet wurde.
Letztendlich hatten nicht nur Gallus’ Ehrgeiz bzw. Ungeschicklichkeit zu dessen Sturz geführt, sondern auch die fast allgegenwärtigen Palastintrigen. Julian machte Constantius später schwere Vorwürfe: Auch wenn manches an Gallus zu tadeln war, hätte er ein solches Ende nicht verdient gehabt. Doch wurde mit dem Aufstieg und Fall des Gallus auch ein Strukturproblem des Reiches unter Constantius deutlich: Sowohl Gallus als auch später Julian sollten in ihrer Rolle als Caesar nicht als eigenständige Kaiser über einen Reichsteil, sondern eher wie mit weitreichenden, aber eben doch nicht unumschränkten Kompetenzen ausgestattete Regionalgouverneure agieren. Damit aber wollten sich Gallus und später Julian nicht abfinden.